# Svarttjärnen (Orsa socken, Dalarna, 678647-143811)
Svarttjärnen är en sjö i Orsa kommun i Dalarna och ingår i Dalälvens huvudavrinningsområde.